# (33478) Deniselivon
(33478) Deniselivon est un astéroïde de la ceinture principale.

## Description
(33478) Deniselivon est un astéroïde de la ceinture principale. Il fut découvert le 2 avril 1999 à l'observatoire Wykrota par Cristóvão Jacques. Il présente une orbite caractérisée par un demi-grand axe de 2,30 UA, une excentricité de 0,10 et une inclinaison de 3,7° par rapport à l'écliptique.

## Compléments